# Клевер красный
Клевер красный, или Клевер красноватый (лат. Trifolium rubens) — многолетнее травянистое растение рода Клевер (Trifolium) семейства Бобовые (Fabaceae).

## Ботаническое описание

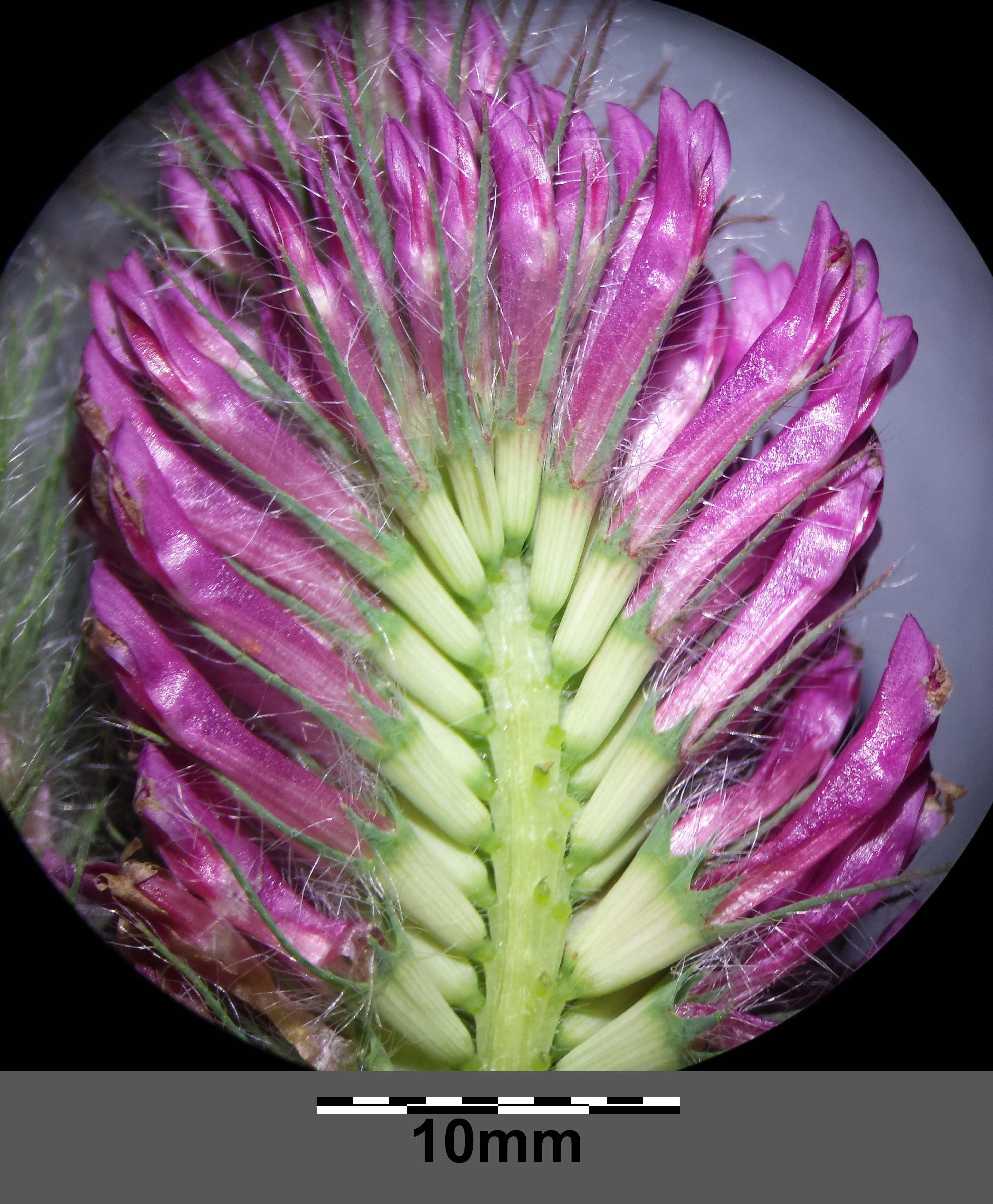
Соцветие клевера красного

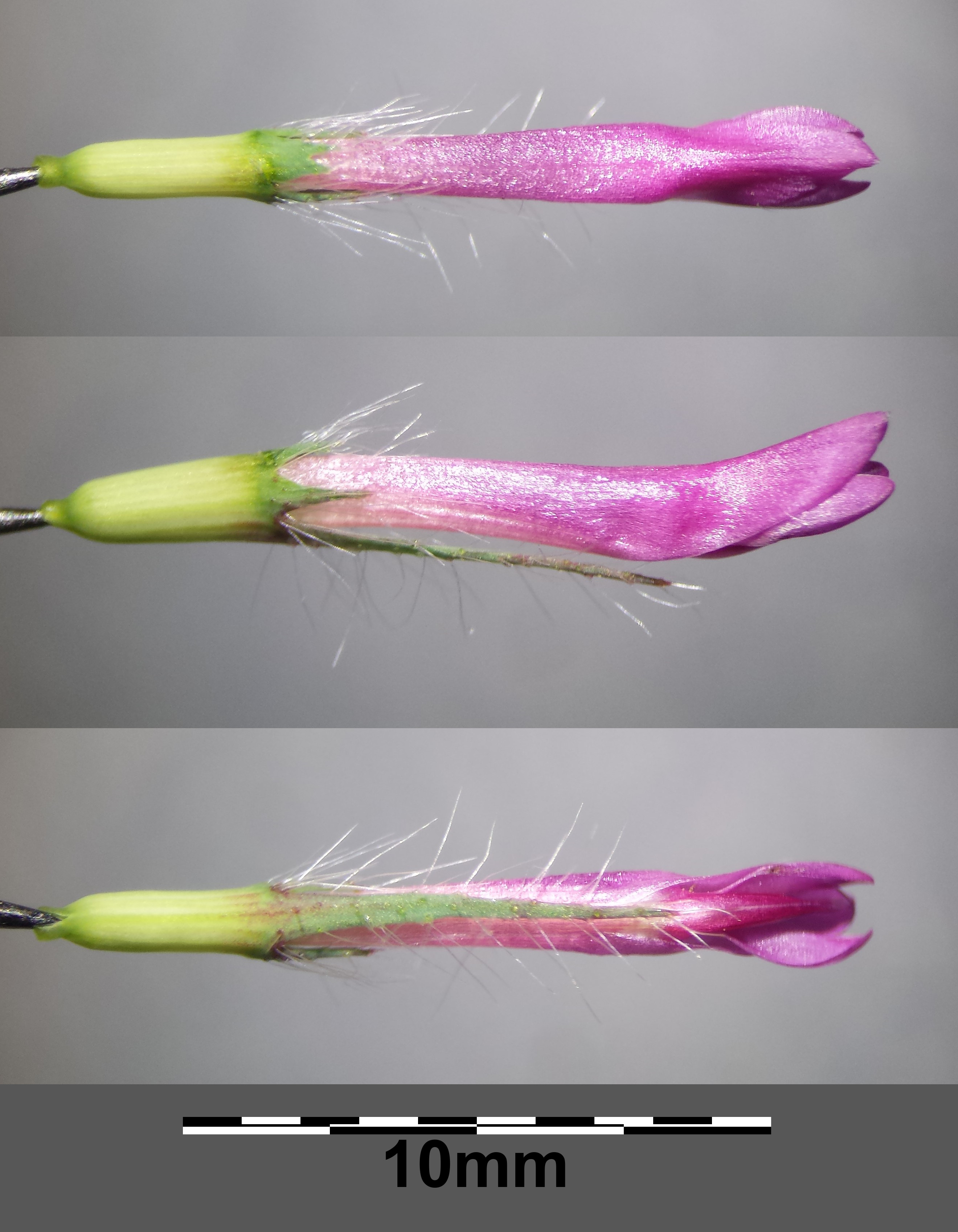
Отдельные цветки

Многолетнее травянистое растение до 20—90 см высотой.
Корневая система состоит из центрального толстого корня и многочисленных тонких боковых разветвлений. Корень проникает до 1,5 метра в глубь и на 50-60 сантиметров в стороны от центрального стержня. Главная масса корней (до 80 % по весу) находится в пахотном слое.
Стебли прямостоячие или восходящие. Листья в очертании яйцевидные, листочки ланцетные 4—8 см длиной и 1—1,5 см шириной, по краю неравномерно зубчатые, снизу с сеткой жилок.
Соцветие довольно большое — удлиненная яйцевидная или цилиндрическая головка 4—10 см длиной и 2—3,5 см шириной. Цветки красные, 1,3—1,6 см длиной. Бобы яйцевидно-шаровидные, плёнчатые, односемянные.
Цветение в июне—июле, плодоношение в июле—августе.

## Распространение и экология
Условия произрастания: суходольные луга, луговые степи, опушки, кустарники.
Чувствителен к кислотности почвы: на сильнокислых почвах растёт плохо и часто выпадает. На кислых почвах подавлена жизнедеятельность клубеньковых бактерий, живущих на корнях, клевер меньше усваивает азота из воздуха и плохо зимует. На кислых почвах необходимо известкование.

## Охрана
Вид характеризуется стенотопной эколого-ценотической амплитудой и чувствителен к чрезмерному влиянию антропогенных факторов, плохо восстанавливается. Занесён в Красную книгу Украины с природоохранным статусом «Редкий». Охраняется в общегосударственных заказниках «Лысая гора» (Львовская обл.), «Кассовая гора» (Ивано-Франковская обл.). Запрещено нарушение условий роста, террасирование склонов, облесение, чрезмерного выпаса, сбора растений.

## Значение и применение

### Медонос

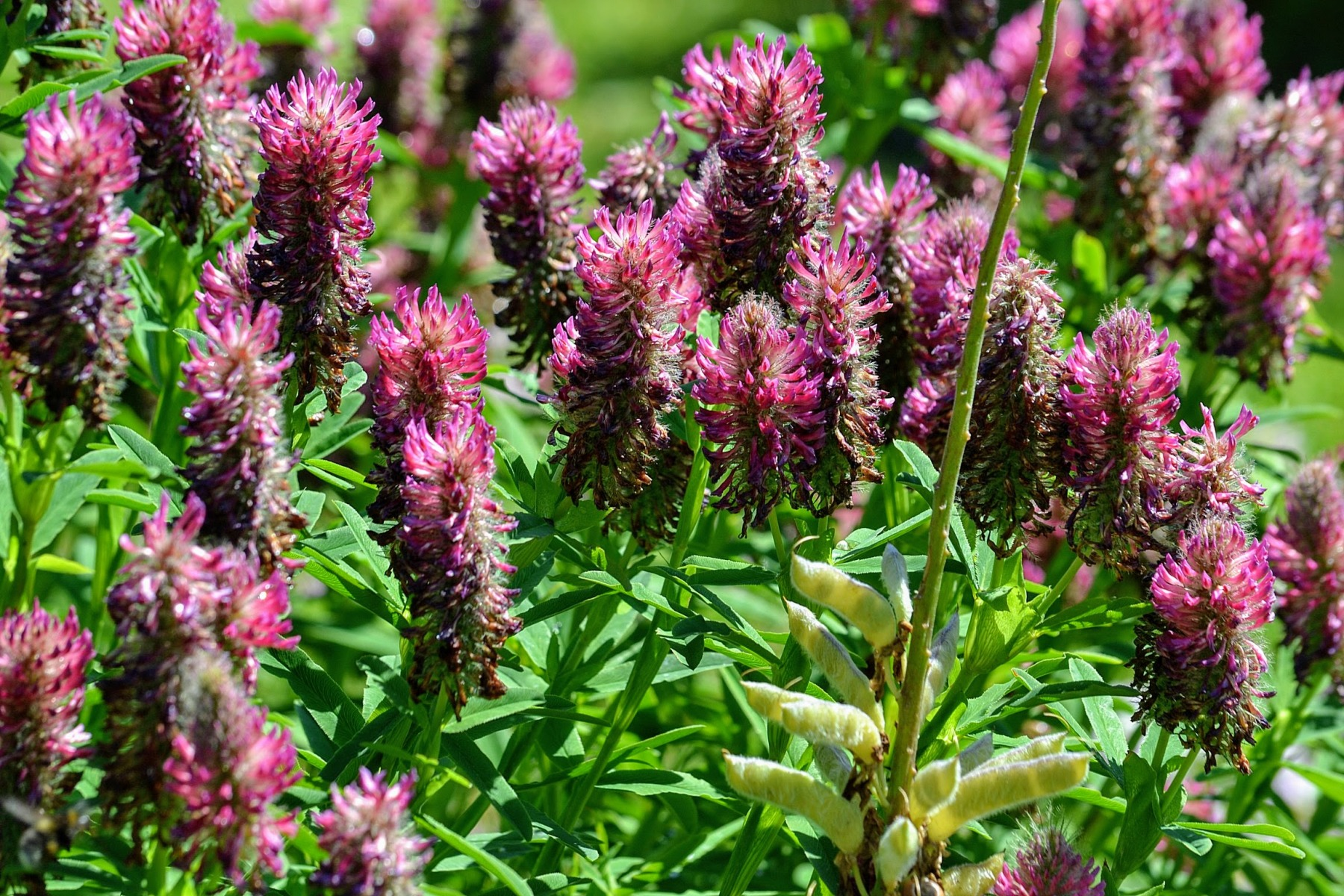

Ценное медоносное растение. На основании четырёхлетних наблюдений установлено, что цветки клевера красного способны выделять нектар в течение всего периода цветения. При всех температурах воздуха, имевших место в период цветения клевера, нектарники выделяют нектар. Длительная сухая погода сильно угнетает функцию нектарников. Цветки в такие периоды выделяют незначительное количество нектара или вообще бывают сухими. Только после выпадения осадков выделительная деятельность нектарников резко усиливается. В отдельных цветках высота нектара в трубках венчика достигает 4,5 мм, то есть до половины длины трубки венчика. Число пчёл резко возрастает на посевах клевера в периоды, соответствующие высокой степени выделения нектара. При низкой интенсивности выделения нектара число пчел на посевах незначительно.
Большинство сортов красного клевера, возделываемого в центральных областях России, имеют длину цветочных трубочек 8—10 мм, а длина хоботка у пчёл едва превышает 6 мм. Применение позднего подкашивания способствует укорачиванию цветочных трубочек, усилению лётной деятельности пчёл, повышению урожайности семян и увеличению сбора нектара.

### Прочее
Скошенный в молодом возрасте даёт хороший питательный корм для лошадей и крупного рогатого скота. Позже грубеет и поедается значительно хуже.